# Lăng Võ Tánh (Phú Nhuận)
Lăng Võ Tánh là một đình thờ danh tướng Võ Tánh nằm tại địa chỉ 19 Hồ Văn Huê, phường 9, quận Phú Nhuận, Tp. HCM. 
Năm 1802, vua Gia Long đã lập miếu và lăng mộ Võ Tánh tại thôn Phú Nhuận để người dân dễ dàng tiếp cận và cúng bái. Kiến trúc lăng mộ này được xây dựng theo hình trục thẳng, kiểu kẻ chuyền cổ điển (chữ nhất) với cổng tam quan được xây dựng vào năm 1951.
Khu lăng mộ Võ Tánh có giá trị lịch sử, văn hoá, kiến trúc lớn vì nó được xây dựng từ năm 1802 theo kiến trúc đặc trưng của mộ cổ vùng Nam bộ, với các bộ phận như bình phong tiền, trụ cổng, sân thờ, bệ thờ, nấm mộ, bình phong hậu và tường bao. Nội thất lăng có hoành phi, cân đối, bao lam có giá trị.
Khu lăng mộ Võ Tánh trước đây nằm trong khu vực quân sự, cho đến những năm 1990 mới được bàn giao cho UBND phường 9, quận Phú Nhuận. Từ năm 2006-2007, diện tích lăng mộ được quy hoạch lại, đền thờ và mộ được trùng tu, nâng cấp, đồng thời xây dựng thêm nhà bảo vệ và tường rào bảo vệ.
Ngày 5-6-2020, UBND quận Phú Nhuận đã tổ chức lễ đón nhận bằng xếp hạng di tích cấp TP đối với di tích kiến trúc nghệ thuật lăng Võ Tánh. Kể từ ngày này, khu lăng mộ Võ Tánh sẽ mở cửa đón khách tham quan và lễ bái từ 7 giờ đến 21 giờ hằng ngày.

Nguồn tham khảo

1) https://plo.vn/vinh-danh-cong-lao-danh-tuong-vo-tanh-post578450.html
2) https://goo.gl/maps/EanSfp7LrApCS5KdA
3) https://thanhnien.vn/chum-anh-bi-mat-3-ngoi-mo-cua-danh-tuong-vo-tanh-o-sai-gon-va-binh-dinh-185512612.htm
4)https://congan.com.vn/doi-song/thu-vi-o-lang-vo-tanh_2840.html